# Have a Cigar
A Have a Cigar a Pink Floyd 1975-ben megjelent Wish You Were Here című albumának harmadik dala, Roger Waters szerzeménye; a zeneipar felé tart egyfajta görbe tükröt.
A dalt a lemezen Roy Harper angol folk-énekes énekli – azon ritka esetek egyike, hogy a Pink Floyd vendégénekest alkalmaz.

## Közreműködők
Zene és szöveg: Roger Waters.
- Roger Waters – basszusgitár
- David Gilmour – elektromos gitár, billentyűs hangszerek
- Richard Wright – Wurlitzer electric piano, ARP string synthesizer, Minimoog, Hohner clavinet D6
- Nick Mason – dobok
- Roy Harper – ének

## Külső linkek
- Have a Cigar – a dal magyar fordítása (Zappa PONT honlap)